# Evert van Aelst
Evert van Aelst (Delft, 1602 - aldaar, 19 februari 1657) was een Nederlandse schilder van stillevens uit de Nederlandse Gouden Eeuw. Hij was de oom van de bekendere Willem van Aelst.

## Levensloop
Er is niet veel bekend over het leven van Evert van Aelst. In 1602 werd hij geboren in Delft, waarschijnlijk als zoon van een advocaat, Willem van Aelst. Volgens Arnold Houbraken was hij waarschijnlijk een afstammeling van de Vlaamse schilder Pieter Coecke van Aelst.
De opleiding en achtergrond van Evert van Aelst zijn onduidelijk, maar zijn stijl lijkt in navolging te zijn van Pieter Claesz. (1597/98–1660) en vertonen ook invloeden van Balthasar van der Ast (1593/94–1657). Vanaf 15 mei 1632 is Van Aelst ingeschreven als lid van het Sint-Lucasgilde in Delft. Hij was de oom en docent van de vandaag de dag bekendere Willem van Aelst (1627 - 1683) en was ook van 1625 - 1649 docent van Jan Denysz. (waarschijnlijk Jan Abrahamsz. Denyse) en Adam Pick (1621/22 - 1642).

## Werken
Zijn werken gelden als zorgvuldig uitgevoerd. Volgens Houbraken was hij een excellente schilder van alle soorten stillevens. Hij was vooral lovend over Van Aelst's schilderijen van vruchten, harnassen, helmen en allerlei metalen, die hij natuurgetrouw wist weer te geven. Naar Gustav Friedrich Waagen schilderde hij zeer nauwgezet dode vogels - slechts zelden andere dieren en jachtgerei.
Hij signeerde zijn werken dikwijls met E. V. Aelst. Ongetekende schilderijen zijn dikwijls lastig aan hem toe te schrijven. Een serie werken die eens aan hem zijn toegeschreven gelden inmiddels als werken van zijn neef Willem. Er zijn weinig schilderijen die met zekerheid aan hem kunnen worden toegeschreven, en ze zijn slechts zelden in publiek bezit.